# Васильєв Володимир Федотович
Володимир Федотович Васильєв (15 січня 1943 - 15 вересня 2002) — радянський і російський тенісист, тренер, офіцер. Заслужений майстер спорту СРСР, Заслужений тренер СРСР.

## Біографія
Народився в 1943 році. З юнацьких років почав займатися тенісом. У 1962 році виконав норматив на звання Майстра спорту СРСР. Виступав за ЦСКА (Москва). Був чемпіоном РРФСР (1965 - одиночний розряд; 1965, 1967 1972-1973 - парний розряд; 1972-1973 - мікст). Чемпіон ДСТ « Спартак » (1963) в одиночному розряді. Чемпіон Збройних Сил СРСР (1965) в парному розряді.
Випускник Ростовського державного педагогічного інституту і Донецьке вище військово-політичне училище. Ще під час власних спортивних виступів зайнявся тренерською роботою. Обіймав посаду старшого тренера Північно-Кавказького військового округу в 1964-1973 рр., був начальником команди і головним тренером Збройних Сил СРСР в 1977-1989 рр. Тренер юнацької та юніорської збірних СРСР з тенісу в 1978-1989 рр. Начальник відділу спортивних ігор ЦСКА в 1989-1990 рр.
Заслужений тренер РРФСР (1983) і СРСР (1991).
Серед його підопічних - Н. Бикова, О. Гранатурова, О. Звєрєв, А. Ольховський, С. Пархоменко, Пугаєва .
Помер 15 вересня 2002 року  .
У вересні 2011 року в Сочі пройшло міське першість серед тенісистів-юніорів, присвячене пам'яті Володимира Федотовича Васильєва .